# Río Arque
El río Arque es un afluente del río Caine, y por tanto del río Grande, en los valles centrales de Bolivia.

## Curso
Las cabeceras del río Arque se originan en la Cordillera Quimsa Cruz (Tres Cruces). El principal río de origen, el río Taracachi, que tiene unos 50 kilómetros de largo, nace como la Quebrada Ticanoma en la ladera occidental del Cerro Huaylluma, 50 kilómetros al noreste de la ciudad de Oruro y 65 kilómetros al suroeste de la ciudad de Cochabamba y desemboca en una dirección generalmente sureste. La otra cabecera, el río Tacopaya (inicialmente conocido como Incalacaya) fluye generalmente hacia el oeste. Desde el cruce, el valle del río se dirige al noreste con ligeros meandros. En su curso por la provincia de Arque, en el kilómetro 58 (desde el nacimiento del Ticanoma) se encuentra la cabecera provincial Arque en la margen norte del río, en el kilómetro 72 la Estancia Umani en la margen sur y en el kilómetro 85 la localidad Villa Capinota en la orilla norte.
El área de captación del Río Arque comprende 2.224 km². En Capinota, el caudal mínimo del Río Arque es de 2 a 2,5 m³/s. Sin embargo, cuando el río crece durante la temporada de lluvias de noviembre a abril, caudales de hasta 900 m³/s se puede lograr. Para la salida media fue 6.7 m³/s calculado. Los sedimentos disueltos que se transportan pueden llegar hasta el 120% durante la temporada de lluvias g/l y son de color rojo, amarillo o marrón oscuro, según el valle de origen del agua.
Después de un total de 88 kilómetros, el río Arque se une al río Rocha a una altitud de 2.350 m sobre el nivel del mar cerca a Villa Capinota y lleva desde ahí en adelante el nombre de río Caine. Después de otros 162 km, el río Caine se fusiona con el río Grande, que desemboca en el río Mamoré 1.438 km distantes del nacimiento del río Arque.

## Afluentes
El río Arque recibe su agua de un sistema fluvial ramificado en forma de árbol (dendrítico). Los principales afluentes son, de derecha a izquierda: Río Ballia, Río Chullmayu, Quebrada Huanu Wara, Quebrada Fundición y Quebrada Curamayu, y de izquierda a derecha: Río Pichacani, Río Taracachi, Quebrada Muralani, Quebrada Millu Waykho, Quebrada Waca Waca y Quebrada Sotaza, Río Wallihua, Río Sayari Mayu.